# Tejupá (kommun)
Tejupá är en kommun i Brasilien.   Den ligger i delstaten São Paulo, i den södra delen av landet, 900 km söder om huvudstaden Brasília. Antalet invånare är 4 809.
Följande samhällen finns i Tejupá:
- Tejupá

Omgivningarna runt Tejupá är en mosaik av jordbruksmark och naturlig växtlighet. Runt Tejupá är det ganska tätbefolkat, med 52 invånare per kvadratkilometer.